# Labigastera intermedia
Labigastera intermedia är en tvåvingeart som först beskrevs av Macquart 1854.  Labigastera intermedia ingår i släktet Labigastera och familjen parasitflugor.
Artens utbredningsområde är Tyskland. Inga underarter finns listade i Catalogue of Life.